# سامی الحناوی
سامی حناوی (به عربی: محمد سامي حلمي الحناوي) (زاده ۱۸۹۸ در دمشق- مرگ ۱۹۵۰، بیروت) او نظامی سیاستمدار سوری بود. از مدرسهٔ دارالمعلمین در دمشق مدرک گرفت سپس به مدرسهٔ نظامی در استانبول رفت و یک سال در آنجا ماند. در دو نبرد، قفقاز و فلسطین بخشی از جنگ جهانی اول شرکت کرد. پس از پایان جنگ جهانی در تاریخ ۱۹۱۸ در مدرسهٔ نظامی واقع در دمشق به تحصیلات ادامه داد و مدرک ستوان دوم دریافت کرد. او پس از تحصیلات در ژاندارمری در سنجاق اسکندرون سوریه مشغول به کار شد و سپس به نیروهای سوریه در جنگ ۱۹۴۸ عرب‌ها با اسرائیل پیوست که به رتبهٔ سرهنگ ترقی یافت.
حناوی با مجموعه‌ای از هم‌فکرانش دست به دومین کودتا در تاریخ سوریه مستقل از عثمانی زد و پس از پیروزی کودتا رئیس‌جمهور وقت حسنی الزعیم و نخست‌وزیرش محسن البرازی را با محاکمهٔ نظامی سریع در صبح ۱۴ اوت ۱۹۴۹ با تیربار اعدام کرد و خود متصدی ریاست‌جمهوری شد که پس از مدت اندک دو روز، رسماً این پست را به هاشم الاتاسی سپرد.
در تاریخ ۱۶ دسامبر ۱۹۴۹ پنج نفر از عالی‌رتبه‌های ارتش سوریه وی را برای گفت‌وگو پیرامون موضوع اتحاد سوریه - عراق دعوت کردند. بزرگان ارتش به این نتیجه رسیدند که حضور حناوی برای آن‌ها خطر آفرین است به همین دلیل تدابیر لازم را برای کودتا اندیشیدند که کودتای سوم به رهبری ادیب شیشکلی پیروز می‌شود و حناوی به همراه همراهانش بازداشت می‌شوند.
حناوی مدتی در زندان بود، بعد از آزاد شدن از دمشق به بیروت رفت. وی که محسن البرازی را اعدام کرده بود، در بیروت تحت تعقیب بود و سر انجام در ۳۰ یا ۳۱ اوت ۱۹۵۰، توسط هواداران البرازی با شلیک گلوله و با انگیزهٔ انتقام ترور شد. جسد وی پس از وفات به دمشق فرستاده و در آنجا دفن شد.
| پیشین: محسن البرازی | رئیس‌جمهور سوریه ۱۴ اوت ۱۹۴۹–۱۵ اوت ۱۹۴۹ | پسین: هاشم الاتاسی |